# Andreas Jungdal
Andreas Kristoffer Jungdal (sinh ngày 22 tháng 2 năm 2002) là một cầu thủ bóng đá chuyên nghiệp người Đan Mạch hiện tại đang thi đấu ở vị trí thủ môn cho câu lạc bộ Cremonese tại Serie B. Sinh ra tại Singapore, anh thi đấu cho các đội trẻ của Đan Mạch.

## Sự nghiệp thi đấu

### Đầu sự nghiệp
Jungdal được sinh ra ở Singapore, nơi cha anh làm việc cho Tập đoàn Lego. Gia đình anh trở về Đan Mạch và anh bắt đầu chơi bóng khi mới 5 tuổi cho Skibet IF ở Vejle, trước khi gia nhập câu lạc bộ chính của thị trấn, Vejle Boldklub vào năm 2013.

### AC Milan
Vào ngày 16 tháng 7 năm 2019, Jungdal gia nhập đội trẻ của A.C. Milan. Anh có tên trong danh sách thi đấu của đội một lần đầu tiên vào ngày 26 tháng 10 năm 2020 với tư cách là cầu thủ dự bị trong trận hòa 3–3 trên sân nhà trước Roma tại Serie A. Vào ngày 18 tháng 10 năm 2021, anh gia hạn hợp đồng với Milan đến năm 2024. Vào cuối năm 2021, anh phải ngồi ngoài vì bệnh thận, nhưng đã bình phục hoàn toàn vào đầu năm 2022.

#### Cho mượn tại Rheindorf Altach
Ngày 10 tháng 1 năm 2023, anh gia nhập câu lạc bộ Rheindorf Altach tại Giải bóng đá vô địch quốc gia Áo theo dạng cho mượn có thời hạn 6 tháng đến cuối mùa giải, kèm theo tùy chọn ký hợp đồng vĩnh viễn.

### Cremonese
Vào ngày 10 tháng 8 năm 2023, Jungdal ký hợp đồng với câu lạc bộ mới xuống hạng Serie B, Cremonese theo dạng chuyển nhượng tự do. Anh ra mắt cho đội bóng vào ngày 31 tháng 10, trong chiến thắng 2-1 trước Cittadella tại Coppa Italia.

## Phong cách thi đấu
Jungdal được miêu tả là một thủ môn "bùng nổ" với khả năng phát động tốt từ phía sau. Anh đã được giới truyền thông so sánh đồng đội Mike Maignan về phong cách chơi bóng.

## Sự nghiệp quốc tế
Jungdal có thể đại diện cho cả Singapore lẫn Đan Mạch vì đó là nơi anh được sinh ra và cha mẹ anh đều đến từ đó. Năm 2018, anh được triệu tập lên đội tuyển U-17 Đan Mạch.

## Danh hiệu
A.C. Milan
- Serie A: 2021–22[17]